# Notaden melanoscaphus
Notaden melanoscaphus là một loài ếch thuộc họ Myobatrachidae.
Đây là loài đặc hữu của Úc.
Môi trường sống tự nhiên của chúng là xavan khô, xavan ẩm, đồng cỏ khô nhiệt đới hoặc cận nhiệt đới vùng đất thấp, đầm nước, và đầm nước ngọt có nước theo mùa.

## Hình ảnh

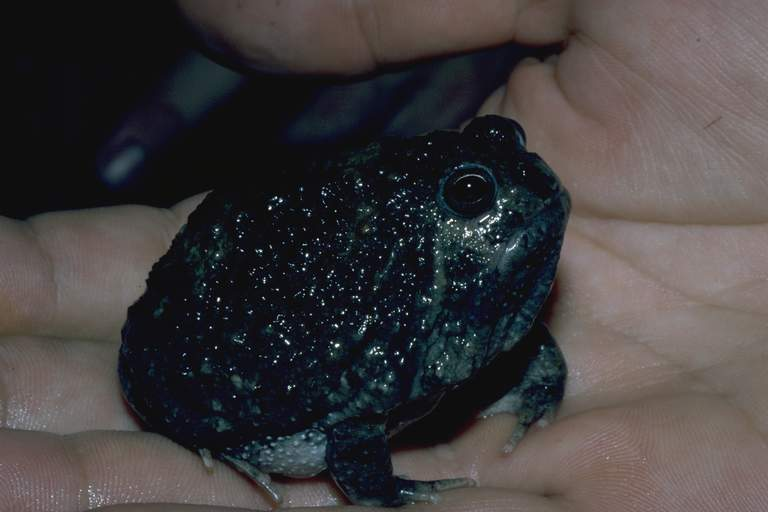
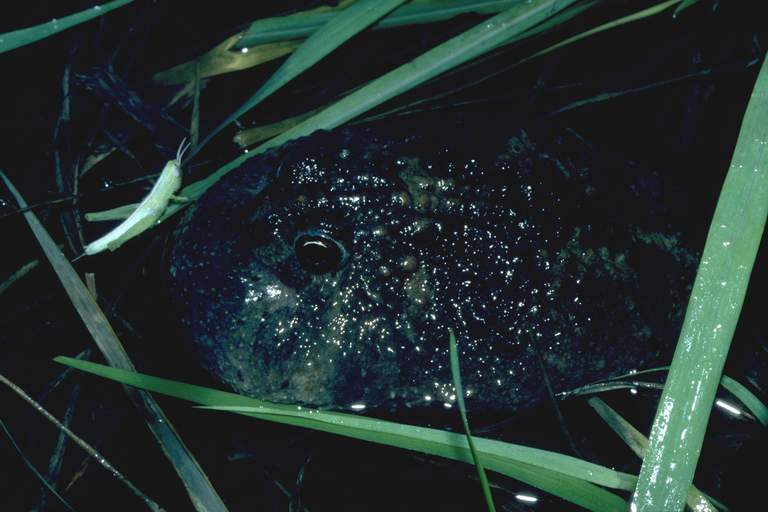